# Christian Wilhelm von Dieskau
Christian Wilhelm von Dieskau, zeitgenössisch meist von Dießkau, (* 24. März 1703 auf der Leuchtenburg; † 2. November 1764) war ein sachsen-coburg-saalfeldischer Schlosshauptmann, Kammerjunker, Bergrat, und Münz- und Baudirektor.

## Leben
Er stammte aus der sächsischen Adelsfamilie von Dieskau und war der Sohn von Werner von Dieskau, der damals Kommandant der Leuchtenburg war. Christian Wilhelm stand zunächst in holländischen Diensten und schlug später eine Verwaltungslaufbahn im Dienst des Herzogs von Sachsen-Coburg-Saalfeld ein. Bekanntheit erlangte er als Schlosshauptmann in Saalfeld.
Er heiratete 1734 Charlotta Sophia von Dennstädt (1700–1744). Aus dieser Ehe gingen ein Sohn und drei Töchter hervor. In zweiter Ehe heiratete er Augusta Margaretha von Hopfgarten.